# Стотт, Джеймс
Джеймс Стотт (англ. James Stott; родился в 1871 в Дарлингтоне — умер 8 октября 1908 в Ньюкасле) — английский футболист, вингер, известный по выступлениям за «Ньюкасл Юнайтед» в конце XIX века.

## Карьера
Джеймс начинал карьеру в качестве любителя в клубах из Мидлсбро, а в 1893 году присоединился к «Ливерпулю». В составе этой команды он выиграл первенство Второго дивизиона. Он отличился 14 раз в 15 матчах за клуб, став лучшим бомбардиром клуба в том сезоне, однако всё равно выходил на поле нерегулярно, а потому в 1894 году Стотт решил покинуть клуб и перейти в «Гримсби Таун». Год спустя он вернулся на север страны и присоединился к «Ньюкасл Юнайтед», в составе которого он сенсационно обыграл «Престон Норт Энд» в первом раунде Кубка Англии в 1898 году (он был капитаном в том матче). Позднее он вернулся обратно в «Мидлсбро», но там Джеймс оказался невостребованным, и в 1900 году Стотт завершил карьеру.
К сожалению, ему был поставлен диагноз «опухоль мозга», и в 1908 году он скончался в психиатрической лечебнице.

## Достижения
- Чемпион Второго дивизиона: 1893/94